# Самоед (пароход, 1858)
«Самоед» — пароход Беломорской флотилии Российской империи.

## Описание парохода
Водоизмещение парохода составляло 13 тонн, длина между перпендикулярами — 21,34 метра, а ширина с обшивкой — 2,91 метра. На пароходе была установлена паровая машина мощностью 15 л. с.

## История службы
Пароход был заложен в Санкт-Петербурге в 1857 году и после спуска на воду в 1858 году вошёл в состав Беломорской флотилии России.
28 января (9 февраля) 1895 года пароход «Самоед» был исключён из списков судов флотилии.